# Kazimierz Fabrycy
Kazimierz Fabrycy [kažiměš fabrycy] (3. března 1888 Oděsa – 18. července 1958 Londýn) byl polský generál za druhé světové války.

## Biografie

### Mládí
Narodil se v roce 1888 v Oděse. V letech 1914 až 1917 bojoval v polských legiích. V roce 1918 se stal podplukovníkem o rok později se stal plukovníkem. V polsko-sovětské válce velel pluku. V roce 1924 se stal brigádním generálem. V letech 1926 až 1934 byl náměstkem ministra obrany.

### Druhá světová válka
V roce 1939 velel Armádě Karpaty. Po sovětském vpádu do východních území Polska odjel do Rumunska. Po válce zůstal ve Velké Británii, zemřel v Londýně roku 1958.